# Крийт, Калле
Ка́лле Крийт (эст. Kalle Kriit, род. 13 ноября 1983, Тарту, ныне Тартумаа, Эстония) — эстонский шоссейный велогонщик.

## Карьера
В 2002 году стал чемпионом Эстонии в групповой гонке U23 и повторил этот успех в 2005 году. 
Летом в сезоне 2007 выигрывает три этапа и побеждает в общем зачёте на французской многодневке Крейз Брейз Элит, опередив своих соотечественников Танеля Кангерта и Рейна Таарамяэ. В начале осени переходит в качестве стажёра в команду Mitsubishi-Jartazi и заключает с ней полноценный контракт на 2008 год, по окончании которого команда прекращает своё существование.
Сезон 2009 года проводит в любительской команде AVC Aix-en-Provence во время которого добивается своего наивысшего результат на международной арене. На чемпионат Европы по маунтинбайку в эстонском Тарту становится вторым в дисциплине кросс-кантри марафон.
Перед началом сезона 2010 года перешёл в проконтинентальную французскую команду Cofidis, le Crédit en Ligne. В её составе в мае этого же года выступил на своём единственном гранд-туре — Джиро д’Италия (занял 66-е место), а летом стал чемпионом Эстонии в групповой гонке.
Готовясь к сезону 2011 года, сломал дома коленную чашечку. Это не позволило ему выступать, его контракт не был продлён, что означало для него конец профессиональной карьеры. В 2012 году он завершил свою велосипедную карьеру и открыл магазин велосипедов Rattabaas в Раквере.
Имел прозвище Император Эстонии.

## Достижения

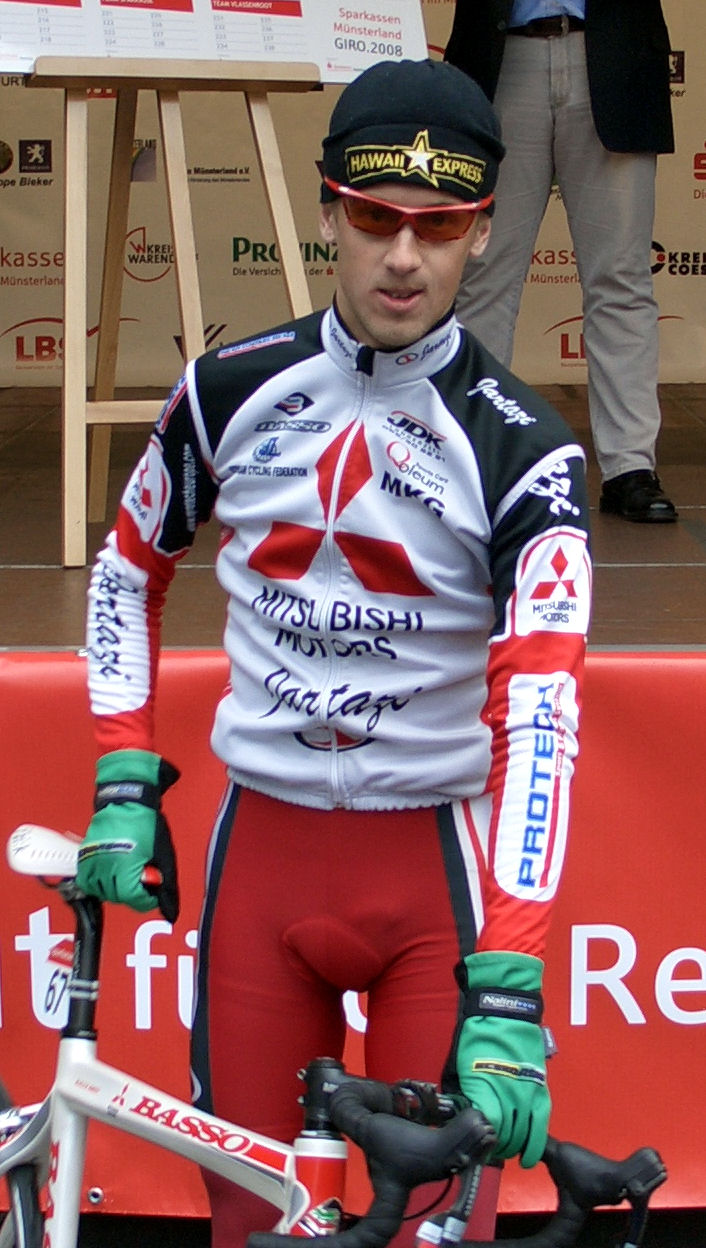
В составе Mitsubishi-Jartazi, 2008 год

### Шоссе
2001
2-й этап на Tour de Haute-Autriche juniors
2-й на Tour de Haute-Autriche juniors
3-й на Чемпионат Эстонии — индивидуальная гонка (юниоры)
2002
 Чемпион Эстонии — групповая гонка U23
2003
Grand Prix du Cru Fleurie
2005
 Чемпион Эстонии — групповая гонка U23
2-й на Чемпионат Эстонии — индивидуальная гонка U23
1-й этап на Tour des cantons de Mareuil-Verteillac
2-й на Circuit des communes de la vallée du Bédat
2-й на Tour du Charolais
2-й на Circuit des Vignes
2-й на Tour des cantons de Mareuil-Verteillac
2-й на Circuit des Boulevards
3-й на Grand Prix de Saint-Étienne Loire
2007
Крейз Брейз Элит
1-й в генеральной классификации
2-й, 3-й и 4-й этап
2-й этап на Tour de la Creuse
2-й этап на Tour des Landes
Circuit des deux ponts
2-й на Circuit des quatre cantons
2-й на Boucles de la Marne
2-й на Grand Prix Christian Fenioux
2008
2-й на Чемпионат Эстонии — групповая гонка
2009
3-й на Grand Prix de Beuvry-la-Forêt
2010
 Чемпион Эстонии — групповая гонка

### Маунтинбайк
2009
 Чемпионат Европы — кросс-кантри марафон

## Статистика выступлений
| Гранд-туры      |      |
| Гонка           | 2010 |
| Джиро д'Италия  | 98   |
| Тур де Франс    | —    |
| Вуэльта Испании | —    |

## Рейтинги
| Год                 | 2010  |
| ------------------- | ----- |
| Европейский тур UCI | 297-й |
|                     |       |
| Источник: UCI       |       |